# Moritz Meschler
Moritz Meschler (* 16. September 1830 in Brig; † 2. Dezember 1912 in Exaten) war ein Schweizer Schriftsteller und Jesuit.

## Leben
Er trat 1850 in Münster in die Gesellschaft Jesu ein. Er studierte Theologie in Paderborn, wo er 1862 zum Priester geweiht wurde.

## Schriften (Auswahl)
- Die Gabe des heiligen Pfingstfestes. Betrachtungen über den heiligen Geist. Freiburg im Breisgau 1900.
- Seelenschmuck zum göttlichen Gastmahl. Die Lehre vom heiligsten Altarssakrament in Gebeten zur öfteren Kommunion. Freiburg im Breisgau 1912, OCLC 870425782.
- Leitgedanken katholischer Erziehung. Freiburg im Breisgau 1919, OCLC 65440154.
- Leben des hl. Aloysius von Gonzaga. Patrons der christlichen Jugend. Freiburg im Breisgau 1921, OCLC 871457806.